# Sint-Pieterskapel (Modave)
De Sint-Pieterskapel is een kerkje gebouwd in romaanse stijl, in het gehucht Limet, gemeente Modave in de Belgische provincie Luik.

## Ligging
De kapel ligt vier kilometer ten noorden van Modave in een zeer landelijke omgeving. De plek is bereikbaar door vanuit Modave de nationale weg 641 en daarna 636 te volgen, dan de 'rue du Ry Saint-Pierre' en de 'rue de la chapelle'. De wat grotere plaats Hoei ligt circa 10 km naar het noordwesten.

## Geschiedenis
De kapel (koor en apsis) werd gebouwd in de 12e eeuw, het schip dateert uit de 17e eeuw. Het is een parochiekerk die viel onder de circa 10 km naar het westen gelegen cisterciënzer abdij van Solières.
Sinds 1933 is het een beschermd erfgoed, aan het eind van de 19e eeuw is de kapel gerestaureerd.

## Architectuur
De kapel is gebouwd met een eenvoudige structuur: eenbeukig zonder transept, met een klein koor en halfronde apsis. Op het zadeldak staat een dakruiter met klok. De binnenzijde wordt verlicht door halfronde ramen omlijst met hardsteen. Toegang tot de kapel is via een halfronde deur met daarboven een boog met een gotisch profiel.
Het gebouwtje heeft alle kenmerken van de vroege romaanse stijl, ook genoemd de Lombardische bouwstijl. Als bouwmateriaal zijn grote stenen gebruikt, waarbij in het apsis en koor een decoratie is toegepast bestaande uit boogfriezen, onderbroken door pilasters genaamd lisenen. 
Het gebouw vertoont kleuraccenten doordat op een aantal plaatsen in de gevel bruine stenen zijn aangebracht:
- claveau van afwisselend witte en bruine kleur boven het achterste raam van het chevet
- projectie in parement van bruine kleur onder het chevet en de koorruimte
- bruine steenblokken verspreid over de gevel.

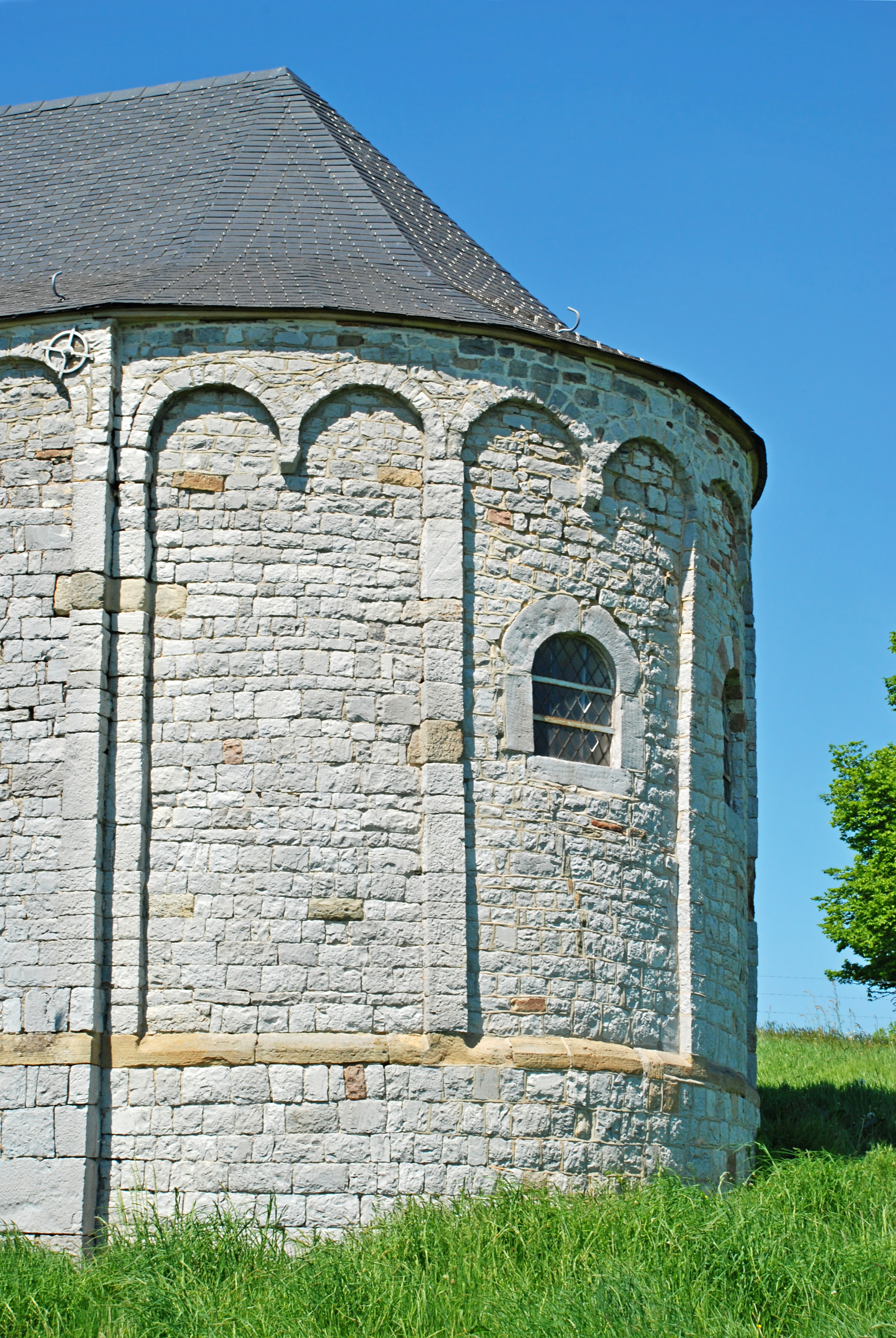
Chevet
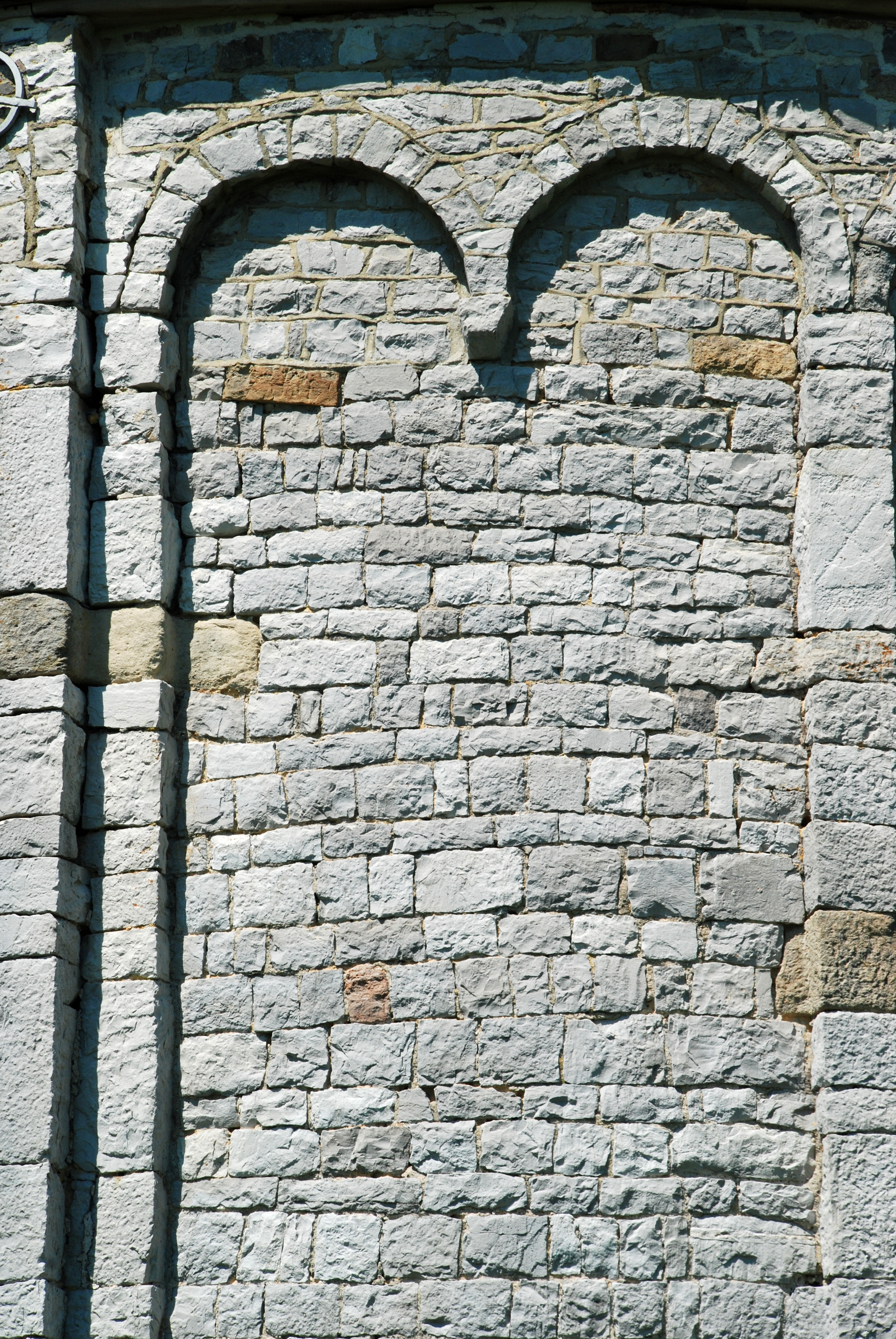
Boogfriezen en lisenen
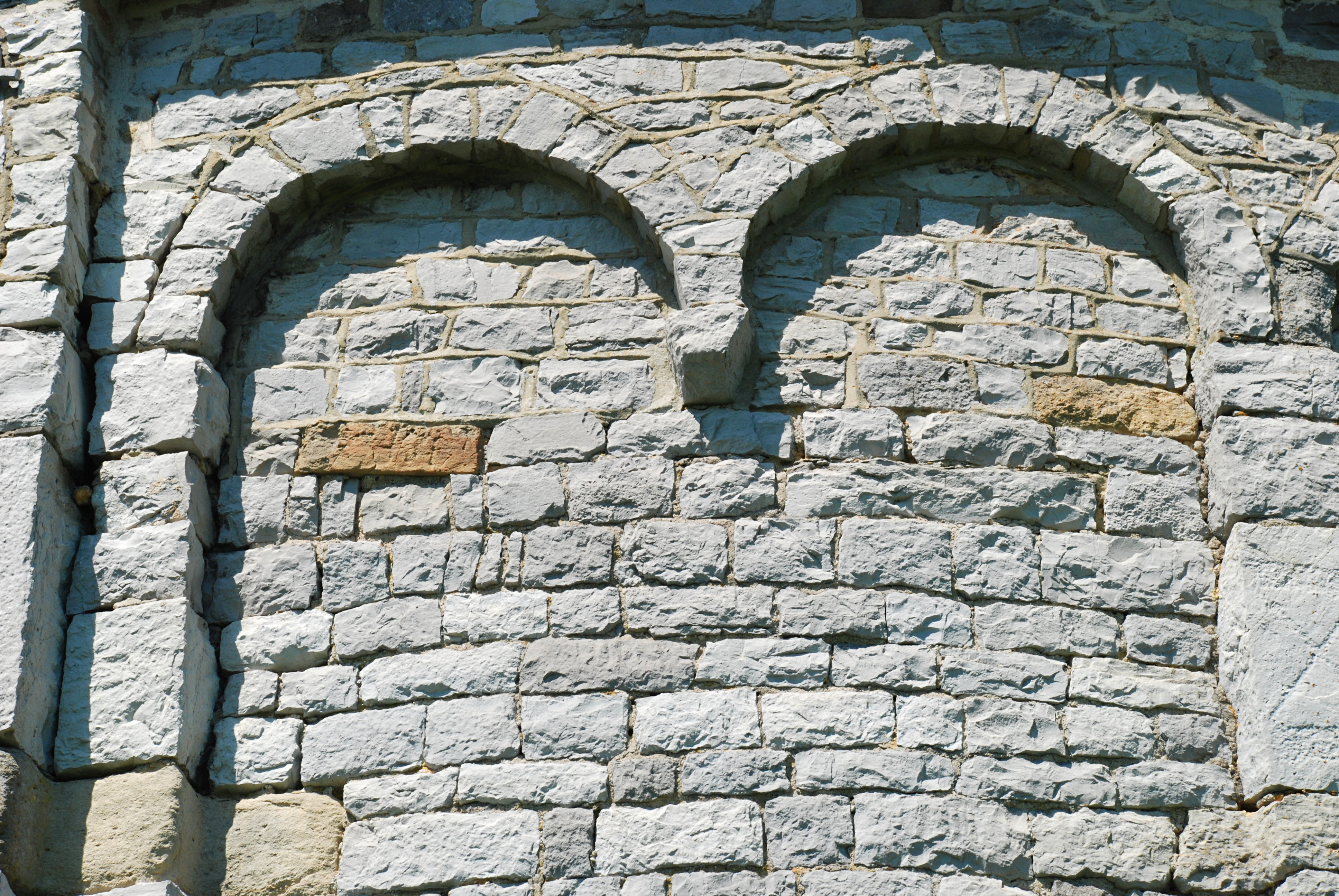
Boogfriezen
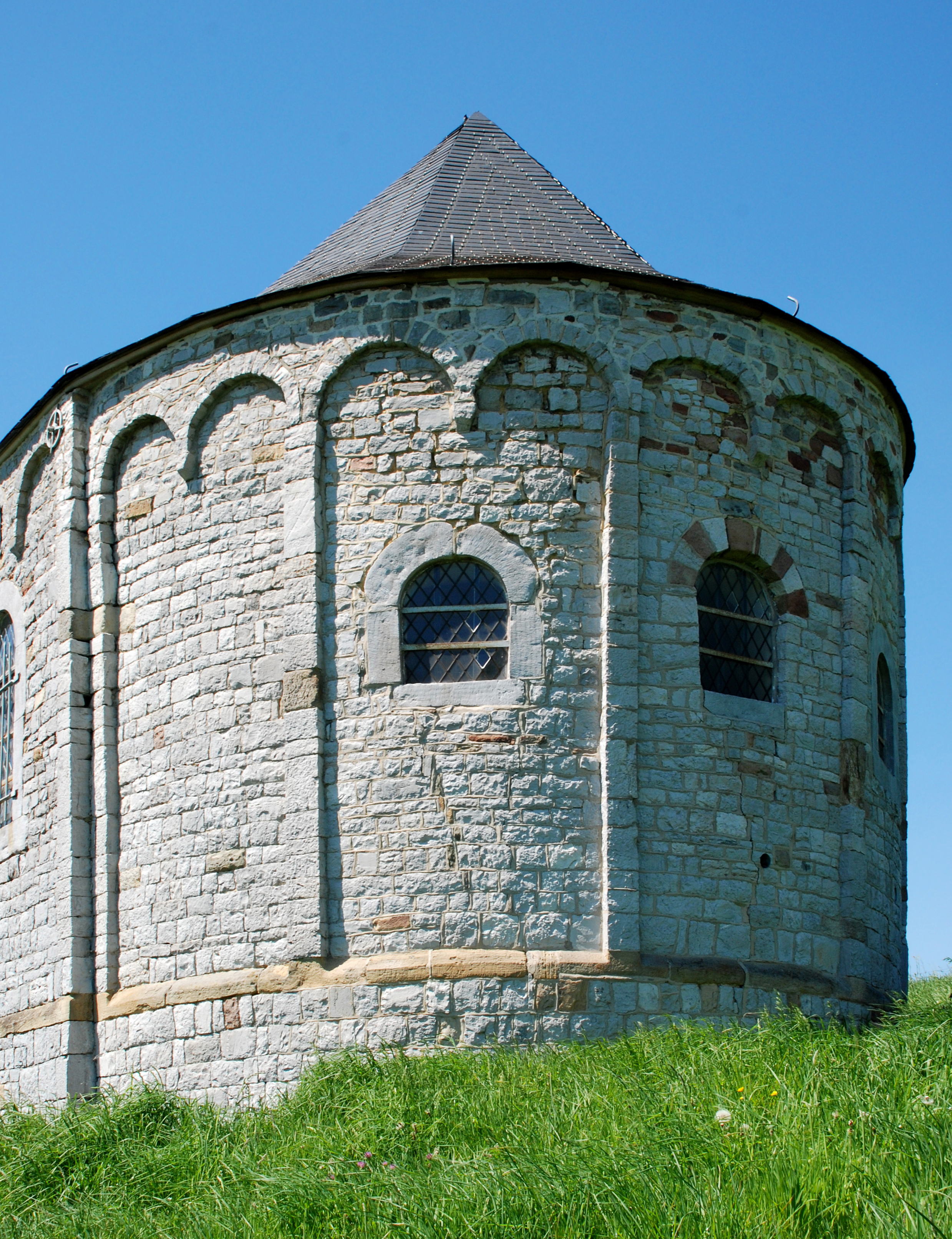
Chevet met claveau boven rechter raam